# Liste des épisodes de Nurse Jackie
Cet article présente la liste des épisodes de la série télévisée américaine Nurse Jackie.

## Première saison (2009)
Composée de douze épisodes, elle a été diffusée du 8 juin au 24 août 2009, sur Showtime, aux États-Unis.
1. Sainte Jackie (Pilot)
2. Un peu de douceur dans ce monde de brutes (Sweet 'n All)
3. Plus de mal que de bien (Chicken Soup)
4. J’veux du soleil (School Nurse)
5. Jonquille (Daffodil)
6. Le Dernier pour la route (Tiny Bubbles)
7. Dieu ne prend plus ses médocs (Steak Knife)
8. L'auberge affiche complet (Pupil)
9. La Goutte au nez (Nosebleed)
10. La Bague au doigt (Ring Finger)
11. Machine infernale (Pill-O-Matix)
12. Écran noir et Blouse grise (Health Care and Cinema)

## Deuxième saison (2010)
Le 9 juin 2009, la série a été renouvelée pour une deuxième saison de douze épisodes. Elle a été diffusée du 22 mars 2010 au 7 juin 2010, sur Showtime, aux États-Unis.
1. Notre besoin de consolation est impossible à rassasier (Comfort Food)
2. Au secours la maison brûle ! (Twitter)
3. Twitter n'est pas jouer (Candyland)
4. Pipe, Taffe, Pomme (Apple Bong)
5. Jackie au pays des merveilles (Caregiver)
6. Cupidon est fatigué (Bleeding)
7. L’Insoutenable fragilité des choses (Silly String)
8. Temps et Contretemps (Monkey Bits)
9. Plus dure sera la chute (P.O. Box)
10. Trop vieille pour ces conneries (Sleeping Dogs)
11. Au p’tit bonheur la chance (What the Day Brings)
12. Tout le monde descend (Years of Service)

## Troisième saison (2011)
Le 25 mars 2010, la série a été renouvelée pour une troisième saison de douze épisodes. Elle a été diffusée du 28 mars 2011 au 20 juin 2011, sur Showtime, aux États-Unis.
1. C'est reparti pour un tour (Game On)
2. La corde pour se pendre (Enough Rope)
3. Et dieu créa le piano (Play Me)
4. Aux coupables les mains pleines (Mitten)
5. Fait comme un rat (Rat Falls)
6. La Vie rêvée des saints (When the Saints Go)
7. Plus c'est haut, plus c'est chaud (Orchids and Salami)
8. Jackie l'admirable (The Astonishing)
9. Bander sur le plongeoir (Have You Met Ms. Jones?)
10. Les lémuriens, on les emmerde (Fuck the Lemurs)
11. L'espoir porte un costume de plumes (Batting Practice)
12. Joyeux mariversaire (…Deaf Blind Tumor Pee-Test)

## Quatrième saison (2012)
Le 23 mai 2011, la série a été renouvelée pour une quatrième saison de dix épisodes. Elle a été diffusée du 8 avril 2012 au 17 juin 2012 sur Showtime, aux États-Unis.
1. Bienvenue en enfer (Kettle-Kettle-Black-Black)
2. Ça va mieux ? (Disneyland Sucks)
3. Le changement, c'est maintenant (The Wall)
4. Alien et Predator (Slow Growing Monsters)
5. Plutôt se couper un bras (One-Armed Jacks)
6. Interdit aux kimonos (No-Kimono-Zone)
7. Je ne suis pas une mauvaise fille (Day of the Iguana)
8. Douche écossaise (Chaud and Froid)
9. On dégomme pas la poule aux œufs d'or (Are Those Feathers?)
10. À la mort, à la vie (Handle Your Scandal)

## Cinquième saison (2013)
Le 31 mai 2012, la série a été renouvelée pour une cinquième saison de dix épisodes. Elle a été diffusée du 14 avril 2013 au 16 juin 2013 sur Showtime, aux États-Unis.
1. Bon anniversaire de merde (Happy Fucking Birthday)
2. Dessine-moi une famille (Luck of the Drawing)
3. Garde le sourire (Smile)
4. L'union fait la force (Lost Girls)
5. Le Grand Soir (Good Thing)
6. Discussion nocturne (Walk of Shame)
7. Un pour tous, elle toute seule (Teachable Moments)
8. Vieux Réflexes (Forget It)
9. Cœurs en vrac (Heart)
10. Un dernier pour la route (Soul)

## Sixième saison (2014)
Le 6 juin 2013, la série a été renouvelée pour une sixième saison de douze épisodes. Elle a été diffusée du 13 avril 2014 au 29 juin 2014 sur Showtime, aux États-Unis.
1. Replonger (Sink or Swim)
2. Vieilles Habitudes (Pillgrimage)
3. Crise d'adolescence (Super Greens)
4. Révélations (Jungle Love)
5. Dos au mur (Rag and Bone)
6. Jackie, alias Nancy (Nancy Wood)
7. Pleine de volonté (Rat on a Cheeto)
8. L'Ouragan (The Lady with the Lamp)
9. En mémoire (Candyman)
10. Une bonne marraine (Sidecars and Spermicide)
11. Grande Déception (Sisterhood)
12. Départ précipité (Flight)

## Septième saison (2015)
Le 31 mars 2014, la série a été renouvelée pour une septième et dernière saison diffusée à partir du 12 avril 2015.
1. Clean (Clean)
2. Marchés conclus (Deal)
3. Le Parrain (Godfathering)
4. Des femmes charmantes (Nice Ladies)
5. Au revoir Coop (Coop Out)
6. Sauvez All Saints (High Noon)
7. Dernier Deal (Are You with Me, Doctor Wu?)
8. Transfert (Managed Care)
9. Sacerdoce (Serviam in Caritate)
10. Envers et Contre tout (Jackie and the Wolf)
11. Super-héros (Vigilante Jones)
12. Priez pour moi (I Say a Little Prayer)